# STS-89
STS-89 byla mise raketoplánu Endeavour. Celkem se jednalo o 89. misi raketoplánu do vesmíru a 12. pro Endeavour. Cílem mise bylo setkání se stanicí Mir a výměna členů posádky.

## Posádka
- Terrence W. Wilcutt (3), velitel
- Joe F. Edwards, Jr. (1), pilot
- James Francis Reilly (1), letový specialista 1
- Michael P. Anderson (1), letový specialista 2
- Bonnie Dunbarová (5), velitel užitečného zatížení a letový specialista 3
- Saližan Šaripov (1), letový specialista 4, Roskosmos (CPK)

V závorkách je uvedený dosavadní počet letů do vesmíru včetně této mise.

### Pouze ze Země na Mir
- Andrew S. W. Thomas (2), letový specialista 5

### Pouze z Miru na Zemi
- David A Wolf (2), letový specialista 5

### Poznámka
STS-89 měla původně vyzvednout a dopravit na Zemi Wendy B. Lawrenceovou, ale vrátila se s Davidem A. Wolfem a Andrew Thomas zůstal na Miru. Thomas se vrátil během mise STS-91.